# 蝟白鰩
蝟白鰩（學名：Leucoraja erinacea），為軟骨魚綱鰩目鰩科白魟屬的一種，分布於西大西洋加拿大聖勞倫斯灣南部與新斯科舍省到美國北卡羅萊納州海域，深度10至914公尺，本魚體盤呈圓形，寬度和長度是胸鰭的1.2倍，吻部鈍，尖端位於中央，顎骨上有38至66排圓形牙齒，用於磨碎食物，腹鰭分為兩部分，前葉進化成腿狀結構，幼魚的尾巴比魚盤長，成魚的尾巴比魚盤短。兩個小而間距很近的背鰭位於尾尖附近。成魚皮齒較小，通常沒有中線刺，但頭部、肩部和尾部的背面有強壯的刺，雄魚的刺通常比雌魚少。體色從灰色到均勻或不同深淺的棕色，朝向魚盤邊緣的顏色變淺，而下方的顏色為白色或灰色。大多數個體的背部都有小而圓的黑斑。尾部有不規則的暗色斑點或深灰色的腹面，尾部有一個發電器官，能間歇性地產生微弱的電場，這種電器官被認為具有通訊功能，或許可以幫助潛在的配偶找到彼此，體長可達62公分，棲息在大陸棚及大陸坡海域，為底棲性魚類，肉食性，以甲殼類、十足類、硬骨魚及多毛類為食，卵生，每年產卵兩次，分別在春季和秋季，每年總共產卵10至35枚。雌性會將卵囊成對產在水深不超過 27 公尺的沙質海底。卵鞘剛產下時呈琥珀色，但後來變成綠褐色且具革質，每個大致矩形的囊內含有一個受精卵，卵囊具有堅硬的角質觸鬚，可作為食用魚。

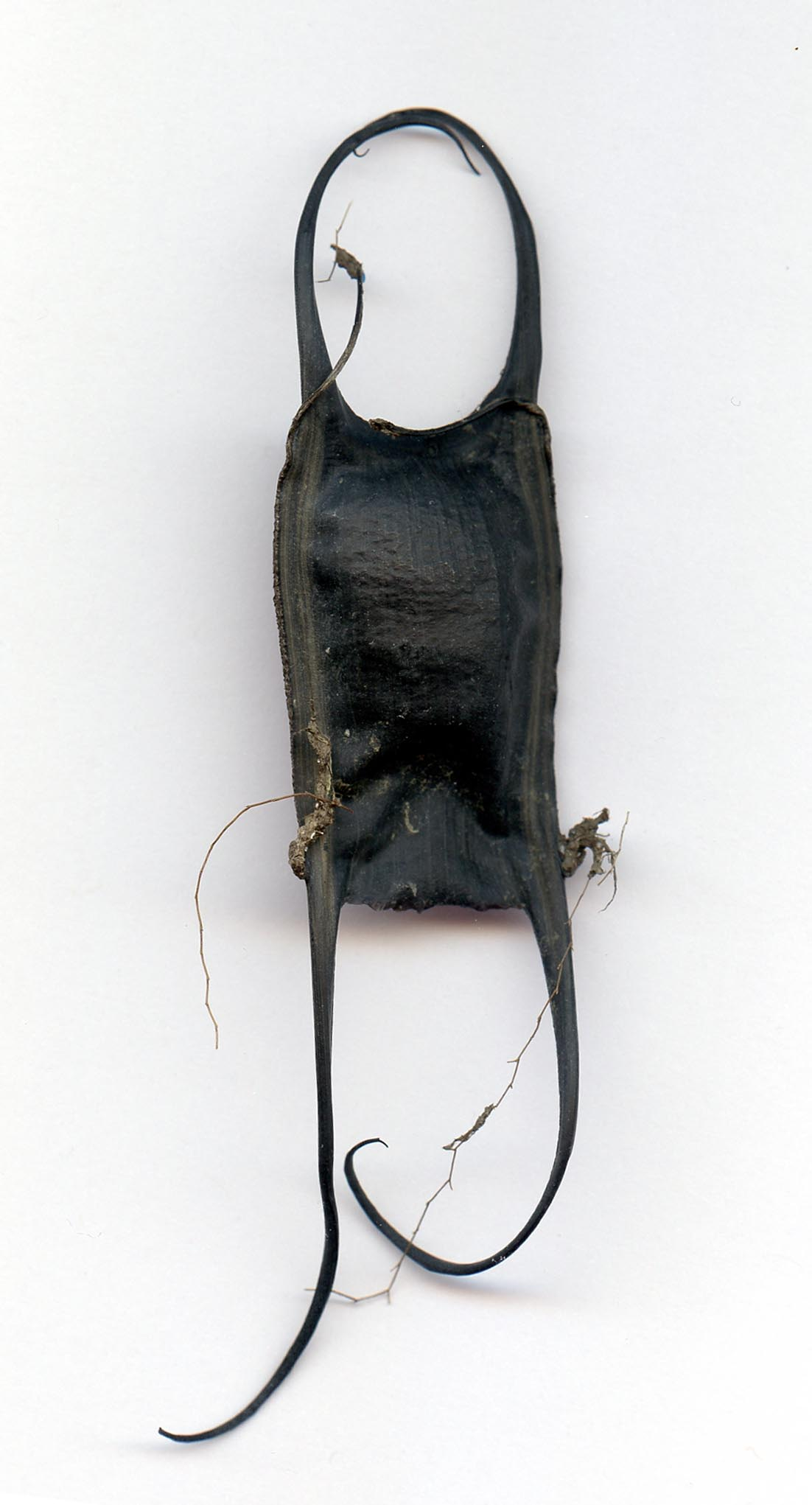
蝟白鰩的卵囊